# 種族優生
種族優生（Racial hygiene），是一種由政府挑選出公認最強健、聰明和有道德的人來培育下一代的制度，與公共衛生和優生學有密切關聯。過去為達成目的曾用的手段包括放逐、隔離、強制絕育，或甚至滅絕各種不同的精神障礙、人種、身體殘疾、犯罪記錄和宗教信仰的人或團體。

## 起源
利用社會措施來嘗試保留或加強某些生物特性的想法，最初是由法蘭西斯·高爾頓在1869年提出，不久後這被稱為優生學。20世紀初，認為人類遺傳因子必須受到管制的想法開始盛行，並受到許多主流政治和科學人士的支持，包括溫斯頓·邱吉爾、亞歷山大·格拉漢姆·貝爾和瑪麗·斯托普斯等。

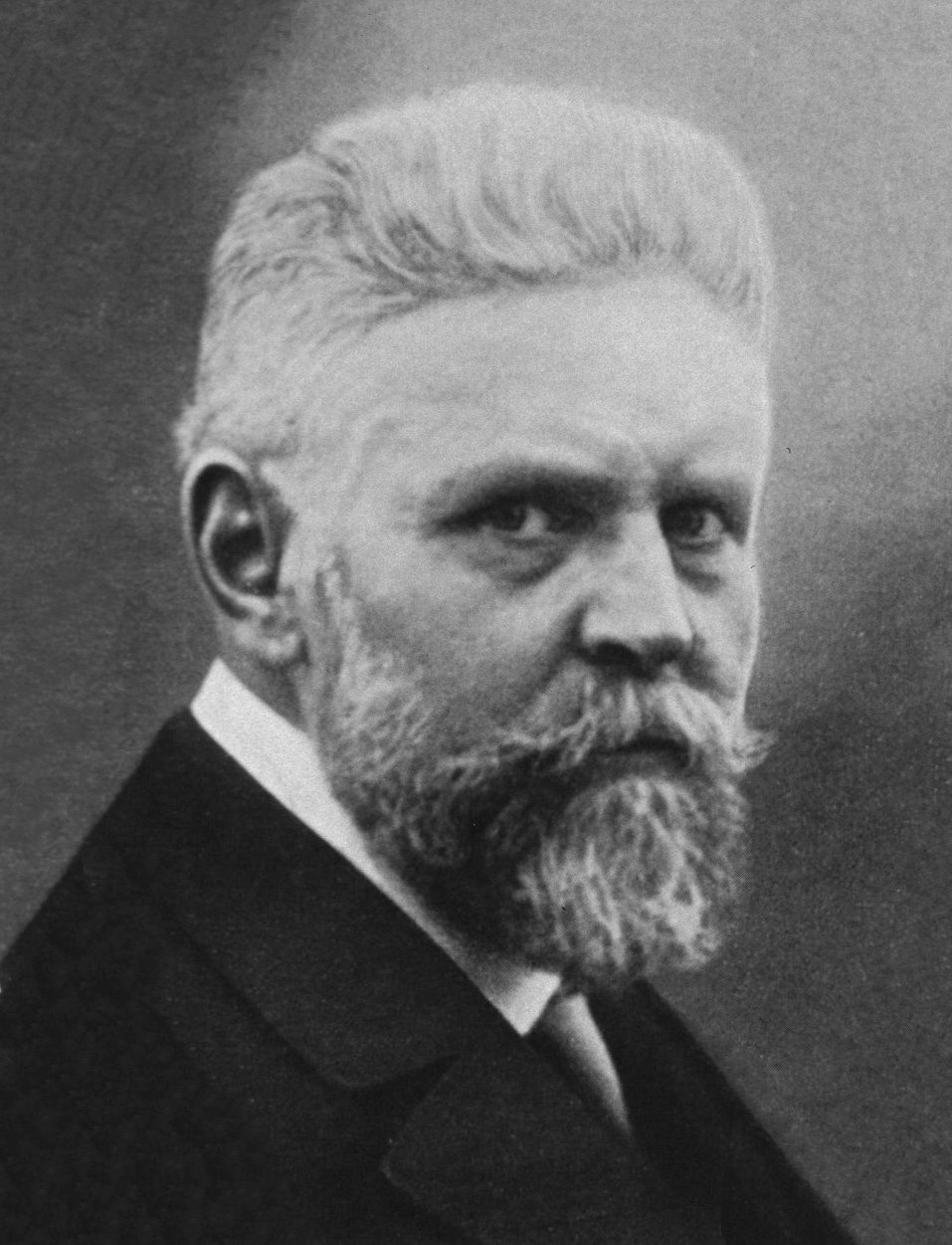
阿爾弗雷德・普羅茲

種族優生來自於德國優生學家阿爾弗雷德・普羅茲（Alfred Ploetz）在1895年提出「種族衛生（Rassenhygiene）」的概念。由於當時德國社會普遍風行社會達爾文主義，以及德國公共機構精神病和殘障人士增加，因此這個理論以種族、集體的觀點出發，關注國家和社會的永續發展。引入衛生學的醫療行為，透過淨化精神障礙者與殘疾人士等低價值者（der Minderwertiger）來提升種族的整體品質。普洛茲以法國為例，提出法國人口停滯、普法戰爭戰敗是種族沒落的證據；相對的，德國人口增加，同時又是普法戰爭的勝利者。普羅茲將歷史事實與人口成長率作為人種進步／退化的指標，形成以日爾曼民族為中心的民族意識。
同樣提倡種族衛生的威爾海姆・夏麥爾（Wilhelm Schallmayer）也提出了類似的論述。夏麥爾以社會內部的個體為觀察對象，將他們的職業與文化階層結合。他認為妓女、酗酒者這些道德和職業在一般認知中屬於最底層的人物，缺乏文化與知識的涵養；此外，他也將道德、社會地位與種族結合，由於妓女、酗酒者多會與犯罪掛鉤，在遺傳學方面，也會傳染性病給下一代，除造成人種的退化外，也是導致社會退化的主因。 第一次世界大戰後，「猶太問題」和「去北歐化」變成此概念在德國的主流，並從1920年代持續到二戰。

## 爭議
種族優生其中一個容易讓人產生困惑的地方是，「種族」可能是指「人類種族」、「德國種族」和「亞利安種族」，三者意思相當不同。在優生學家恩斯特·魯丁（Ernst Rüdin）的背書下，納粹採用的是後者的概念，這是後來納粹種族屠殺的主要依據，也因此批評者將之稱為「科學的種族歧視」（scientific racism）。
種族優生是納粹主義的一個重要概念，在他們統治期間，這個領域變成德國醫療界的首要哲學，納粹在一体化期間將之法律化和制度化，使醫療專業變成由納粹指派領導的僵硬階級組織。
種族優生者是大屠殺，清洗歐洲猶太人、共產黨員、吉普賽人、同性戀者、政治異議者、智障和精神障礙者的關鍵角色。戰後，這些行為普遍被痛斥為殘酷、暴虐，且其背後的種族優越理念是非科學和偽科學。

## 影響
1920年代，德國種族衛生的觀念經過國外留學的學者傳入日本。以留德的池田林儀為代表，他曾經發起「優生學運動」，透過減少劣生者的結婚率，避免個體出現殘缺。

## 延伸閱讀
1. 郭秀鈴、Kuo, Hsiu-ling 。〈納粹種族衛生概念的視覺化--常民肖像為例〉。《臺灣師大歷史學報》(2016) :頁185-236。